# Emanuel Onoriu

Emanuel Onoriu (n. 20 noiembrie 1971) este un pastor penticostal și lider politic român, cunoscut pentru implicarea sa în televiziune și în viața publică.
Este fiul lui Ion Onoriu și al Gabi Luncă.

## Experiență de lucru
- Realizator de emisiuni la OTV și Inedit TV
- 2008–2011: Consilier culte la Asociația Partida Romilor Pro Europa
- 2018–prezent: Președinte fondator al Uniunii Naționale Creștine a Romilor din România

## Educație
- 2003–2007: Licență în Teologie Pastorală – Institutul Teologic Penticostal din București
- 2005: Certificat de Formator și Evaluator – Universitatea din Oradea
- 2007–2009: Master în Teologie – Institutul Teologic Baptist, Universitatea București
- 2007–2011: Program de Leadership și Management – Million Leaders Mandate, EQUIP
- 2009: Curs Avansat de Dezvoltare Personală și Coaching – Extreme Training
- 2009–2012: Studii doctorale în Teologie Ortodoxă – Facultatea de Teologie Pastorală Ortodoxă, Universitatea „Ovidius” din Constanța

## Activitate politică
- 2008: Candidat la Camera Deputaților – Partidul Noua Generație Creștin-Democrat (PNGCD), Colegiul Uninominal nr. 1 București
- 2012: Candidat la Camera Deputaților – Partidul România Mare (PRM), Colegiul Uninominal nr. 1 București
- 2014: Candidat la alegerile europarlamentare – Partidul România Mare (PRM)
- 2016: Candidat la Camera Deputaților – Partidul România Mare (PRM), Circumscripția electorală 42 – București
- 2020: Candidat pentru funcția de primar al Sectorului 1 București – Alianța Mișcarea Patrioților Români (MPR)
- 2020: Candidat pentru Senat – Partidul Ecologist Român (PER), Circumscripția electorală 43 – Diaspora
- 2024: Candidat la Consiliul Local al Primăriei Sectorului 1 – Partidul România Puternică (PRP)
- 2024: Candidat pentru Senat – Alternativa pentru Demnitate Națională (ADN), Circumscripția electorală 35 – Suceava

## Informații suplimentare
Este pastor penticostal și președinte al Partidului Uniunea Națională Creștină a Romilor din România.